# Darko Ronald Suvin
Darko Ronald Suvin (ur. jako Darko Šlesinger 19 lipca 1930 w Zagrzebiu) – urodziny w Jugosławii naukowiec, pisarz i krytyk, emerytowany profesor na Uniwersytecie McGilla w Montrealu. Najbardziej znany jest ze swoich prac krytycznych poświęconych fantastyce naukowej. Uważa, że w science fiction naukowy aspekt poznawczy wątku fabularnego współdeterminuje samo uniezwyklenie fikcji. Jest członkiem Royal Society of Canada.

## Życiorys
Swoją pracę zaczął na wydziale komparatystyki na Uniwersytecie w Zagrzebiu. Napisał kilka książek w swoim ojczystym języku, czyli odmiane języka serbsko-chorwasskiego, a następnie opuścił Jugosławię w 1968, rozpoczynając nauczanie na Uniwersytecie McGilla. Był redaktorem Science-Fiction Studies od 1973 do 1980. Od przejścia na emeryturę w 1999 mieszka w Lukce we Włoszech. 